# 応力
応力（おうりょく、ストレス、英: stress）とは、物体の内部に生じる力の大きさや作用方向を表現するために用いられる物理量である。物体の変形や破壊などに対する負担の大きさを検討するのに用いられる。
この物理量には応力ベクトル (stress vector) と応力テンソル (stress tensor) の2つがあり、単に「応力」といえば応力テンソルのことを指すことが多い。応力テンソルは座標系などを特別に断らない限り、主に2階の混合テンソルおよび混合ベクトルとして扱われる（混合テンソルについてはテンソル積#テンソル空間を参照）。応力ベクトルと応力テンソルは、ともに連続体内部に定義した微小面積に作用する単位面積あたりの力として定義される。そのため、それらの単位は、SIではPa (N/m2)、重力単位系ではkgf/mm2で、圧力と同じである。

## 異なる定義
応力という物理量は、分野によって全く異なる使われ方がなされている。即ち、土木・建築分野においては連続体内部の面にかかる力（単位：ニュートン（N））のことを応力と呼び、その単位断面積当たりの力を「応力度(stress intensity)（単位：N/m2 = Pa）」と呼んでいる。
| 物理量                                  | 計量法、物理学、材料工学、機械工学など | 土木・建築分野 |
| --------------------------------------- | -------------------------------------- | -------------- |
| 力（単位：N ）                          | 力                                     | 応力           |
| 単位断面積当たりの力（単位：N/m2 = Pa） | 応力                                   | 応力度         |

以下では、計量法体系の定義にあるとおり、応力を「単位断面積当たりの力」の意味で用いる。

## 応力ベクトル
応力ベクトルとは、物体表面あるいは物体内に仮想的な微小面を考えたとき、その微小面に作用する単位面積あたりの力であり、ベクトル（1階のテンソル）で表される。後述する応力テンソルの説明にあるように、応力テンソルσの各成分の第1の下添字は「応力成分を考えている微小面の法線の向き」を、第2の下添字は「考えている微小面に作用する力の向き」をそれぞれ表している。このことから明らかなように、微小面の単位法線ベクトルを n とすると、その微小面での応力ベクトル t は次のように与えられる。
{\displaystyle {\boldsymbol {t}}=\sigma ^{\mathrm {T} }{\boldsymbol {n}}}
この式はコーシーの式と呼ばれる。例えば、3次元デカルト座標系 (x , y , z ) において、単位法線ベクトルを {\displaystyle {\boldsymbol {n}}=(n_{x},n_{y},n_{z})=(\cos \alpha ,\cos \beta ,\cos \gamma )} と表すと、応力ベクトルの成分 {\displaystyle t_{x},\;t_{y},\;t_{z}} は次のようになる。
{\displaystyle {\begin{pmatrix}t_{x}\\t_{y}\\t_{z}\end{pmatrix}}={\begin{pmatrix}\sigma _{xx}n_{x}+\sigma _{yx}n_{y}+\sigma _{zx}n_{z}\\\sigma _{xy}n_{x}+\sigma _{yy}n_{y}+\sigma _{zy}n_{z}\\\sigma _{xz}n_{x}+\sigma _{yz}n_{y}+\sigma _{zz}n_{z}\end{pmatrix}}}

## 応力テンソル
応力テンソルは、応力ベクトルの定め方の違いから、真応力テンソル・コーシー応力テンソル、公称応力テンソル・第1パイオラ・キルヒホッフ応力テンソル、第2パイオラ・キルヒホッフ応力テンソルの3種類が定義されておりいずれも（行列の形式で記述できる）2階のテンソルとなる。ただし、これらの応力テンソルに違いが生じるのは有限変形理論に基づいて物体の運動を記述した場合であり、材料力学や応用力学で多用されている微小変位・微小変形の仮定の下では、これらの応力テンソルはすべて真応力テンソルに一致する。
真応力テンソル（微小変形理論における応力テンソル）を σ で表すものとすると、その成分は座標軸を x , y , z と定めた3次元デカルト座標の下では、
{\displaystyle \sigma ={\begin{pmatrix}\sigma _{xx}&\sigma _{xy}&\sigma _{xz}\\\sigma _{yx}&\sigma _{yy}&\sigma _{yz}\\\sigma _{zx}&\sigma _{zy}&\sigma _{zz}\end{pmatrix}},\ {\mbox{or}},\ \sigma ={\begin{pmatrix}\sigma _{11}&\sigma _{12}&\sigma _{13}\\\sigma _{21}&\sigma _{22}&\sigma _{23}\\\sigma _{31}&\sigma _{32}&\sigma _{33}\end{pmatrix}}\ {\mbox{or}},\ \sigma =\sigma _{ij}({\boldsymbol {e}}_{i}\otimes {\boldsymbol {e}}_{j})}
のように表される。ei 等は座標軸 x , y , z 方向の基底ベクトルである。このとき、各成分の第1の下添字は「応力成分を考えている微小面の法線の向き」を、第2の下添字は「考えている微小面に作用する力の向き」をそれぞれ表している。例えば、σxy とは、法線の方向がx 軸の向きに一致する微小面において考えている、y 軸方向の力の成分を意味する。そのため、応力テンソルの成分には、微小面の法線と力の作用方向が一致する垂直応力 (normal stress) 成分と、一致しない（異なっている）せん断応力 (shear stress) 成分の2種類に分類することができる。

### 垂直応力とせん断応力
上に示した3次元デカルト座標系における応力テンソルの成分について考えた場合、垂直応力は {\displaystyle \sigma _{xx},\;\sigma _{yy},\;\sigma _{zz}} の3成分となる。垂直応力は、力の作用面と力の作用方向とが直交し、作用面を引っ張る方向に作用した場合には引張応力 (tensile stress)、作用面を押し込む方向に作用した場合には圧縮応力 (compressive stress) と呼ばれる。材料力学や応用力学、構造力学などにおいては、引張応力が正の垂直応力となるように応力テンソルを定義するのが一般的であるが、地盤工学（土質力学）においては圧縮応力が正の垂直応力となるように力の正の向きを定義することもある。
一方、せん断応力は、力の作用面の法線の向きと力の作用方向とが一致しない応力成分であり、{\displaystyle \sigma _{xy},\;\sigma _{yx},\;\sigma _{yz},\;\sigma _{zy},\;\sigma _{zx},\;\sigma _{xz}}の6つが該当する。なお、微小変形の力学においては、せん断応力を記号τで表すことがある。この場合の応力テンソルの表記は以下のようになる。
{\displaystyle \sigma ={\begin{pmatrix}\sigma _{x}&\tau _{xy}&\tau _{xz}\\\tau _{yx}&\sigma _{y}&\tau _{yz}\\\tau _{zx}&\tau _{zy}&\sigma _{z}\\\end{pmatrix}}}

### 応力テンソルの対称性
応力を定義している物体内でモーメントのつりあい条件（角運動量保存則）を満たすものと仮定すると、応力テンソル（真応力テンソル）は対称テンソルとなる。すなわち、
{\displaystyle \sigma =\sigma ^{\mathrm {T} }}
が成り立つ。例えば、上に示した3次元デカルト座標系での成分については、
{\displaystyle \sigma _{xy}=\sigma _{yx},\;\sigma _{yz}=\sigma _{zy},\;\sigma _{zx}=\sigma _{xz}}
が成り立ち、応力テンソルσの独立な成分は6成分となることがわかる。
この性質のため、固体物性やCAEなどの分野では、独立な6成分を並べてベクトルとする表記がしばしば用いられる。これをフォークト表記 (Voigt notation)という。
{\displaystyle \sigma ={\begin{pmatrix}\sigma _{xx}\\\sigma _{yy}\\\sigma _{zz}\\\sigma _{xy}\\\sigma _{yz}\\\sigma _{zx}\\\end{pmatrix}}\equiv {\begin{pmatrix}\sigma _{x}\\\sigma _{y}\\\sigma _{z}\\\tau _{xy}\\\tau _{yz}\\\tau _{zx}\\\end{pmatrix}}}

### 任意座標系への応力の変換

応力テンソルの座標変換

真応力はテンソル量であり、座標系によってその成分は変化することとなる。以下のように座標系を変換する。{\displaystyle x'=Ax}応力テンソルの座標系変換式は以下で表される。
{\displaystyle \sigma '=A\sigma A^{\mathrm {T} }}
ここで、 σは変換前の座標系における応力テンソル、σ' は変換後の座標系における応力テンソル、A は回転行列 、AT はA の転置行列である。各成分で表すと以下の通りである。
{\displaystyle {\begin{pmatrix}\sigma '_{11}&\sigma '_{12}&\sigma '_{13}\\\sigma '_{21}&\sigma '_{22}&\sigma '_{23}\\\sigma '_{31}&\sigma '_{32}&\sigma '_{33}\\\end{pmatrix}}={\begin{pmatrix}a_{11}&a_{12}&a_{13}\\a_{21}&a_{22}&a_{23}\\a_{31}&a_{32}&a_{33}\\\end{pmatrix}}{\begin{pmatrix}\sigma _{11}&\sigma _{12}&\sigma _{13}\\\sigma _{21}&\sigma _{22}&\sigma _{23}\\\sigma _{31}&\sigma _{32}&\sigma _{33}\\\end{pmatrix}}{\begin{pmatrix}a_{11}&a_{21}&a_{31}\\a_{12}&a_{22}&a_{32}\\a_{13}&a_{23}&a_{33}\\\end{pmatrix}}}
ここで、aij は2つの座標間の方向余弦で、各座標軸とは下記の表のような関係となる。
|                        | {\displaystyle x_{1}}  | {\displaystyle x_{2}}  | {\displaystyle x_{3}}  |
| ---------------------- | ---------------------- | ---------------------- | ---------------------- |
| {\displaystyle x'_{1}} | {\displaystyle a_{11}} | {\displaystyle a_{12}} | {\displaystyle a_{13}} |
| {\displaystyle x'_{2}} | {\displaystyle a_{21}} | {\displaystyle a_{22}} | {\displaystyle a_{23}} |
| {\displaystyle x'_{3}} | {\displaystyle a_{31}} | {\displaystyle a_{32}} | {\displaystyle a_{33}} |
上式を展開すると、3次元応力状態での各応力の変換式は以下のようになる。
{\displaystyle \sigma _{11}'=a_{11}^{2}\sigma _{11}+a_{12}^{2}\sigma _{22}+a_{13}^{2}\sigma _{33}+2a_{11}a_{12}\sigma _{12}+2a_{11}a_{13}\sigma _{13}+2a_{12}a_{13}\sigma _{23}}
{\displaystyle \sigma _{22}'=a_{21}^{2}\sigma _{11}+a_{22}^{2}\sigma _{22}+a_{23}^{2}\sigma _{33}+2a_{21}a_{22}\sigma _{12}+2a_{21}a_{23}\sigma _{13}+2a_{22}a_{23}\sigma _{23}}
{\displaystyle \sigma _{33}'=a_{31}^{2}\sigma _{11}+a_{32}^{2}\sigma _{22}+a_{33}^{2}\sigma _{33}+2a_{31}a_{32}\sigma _{12}+2a_{31}a_{33}\sigma _{13}+2a_{32}a_{33}\sigma _{23}}
{\displaystyle \sigma _{12}'=a_{11}a_{21}\sigma _{11}+a_{12}a_{22}\sigma _{22}+a_{13}a_{23}\sigma _{33}+(a_{11}a_{22}+a_{12}a_{21})\sigma _{12}+(a_{12}a_{23}+a_{13}a_{22})\sigma _{23}+(a_{11}a_{23}+a_{13}a_{21})\sigma _{13}}
{\displaystyle \sigma _{23}'=a_{21}a_{31}\sigma _{11}+a_{22}a_{32}\sigma _{22}+a_{23}a_{33}\sigma _{33}+(a_{21}a_{32}+a_{22}a_{31})\sigma _{12}+(a_{22}a_{33}+a_{23}a_{32})\sigma _{23}+(a_{21}a_{33}+a_{23}a_{31})\sigma _{13}}
{\displaystyle \sigma _{13}'=a_{11}a_{31}\sigma _{11}+a_{12}a_{32}\sigma _{22}+a_{13}a_{33}\sigma _{33}+(a_{11}a_{32}+a_{12}a_{31})\sigma _{12}+(a_{12}a_{33}+a_{13}a_{32})\sigma _{23}+(a_{11}a_{33}+a_{13}a_{31})\sigma _{13}}
平面応力状態での応力変換式は以下の通りである。
{\displaystyle \sigma _{11}'=a_{11}^{2}\sigma _{11}+a_{12}^{2}\sigma _{22}+2a_{11}a_{12}\sigma _{12}}
{\displaystyle \sigma _{22}'=a_{21}^{2}\sigma _{11}+a_{22}^{2}\sigma _{22}+2a_{21}a_{22}\sigma _{12}}
{\displaystyle \sigma _{12}'=a_{11}a_{21}\sigma _{11}+a_{12}a_{22}\sigma _{22}+(a_{11}a_{22}+a_{12}a_{21})\sigma _{12}}
ここで座標軸間の角度θを用いて上式を書き直した場合は以下の通りである。
{\displaystyle \sigma _{11}'=\sigma _{11}\cos ^{2}\theta +\sigma _{22}\sin ^{2}\theta +2\sigma _{12}\cos \theta \sin \theta }
{\displaystyle \sigma _{22}'=\sigma _{11}\sin ^{2}\theta +\sigma _{22}\cos ^{2}\theta -2\sigma _{12}\cos \theta \sin \theta }
{\displaystyle \sigma _{12}'=(\sigma _{11}-\sigma _{22})\cos \theta \sin \theta +\sigma _{12}(\cos ^{2}\theta -\sin ^{2}\theta )}
|                        | {\displaystyle x_{1}}                  | {\displaystyle x_{2}}                 |
| ---------------------- | -------------------------------------- | ------------------------------------- |
| {\displaystyle x'_{1}} | {\displaystyle a_{11}(=\cos \theta )}  | {\displaystyle a_{12}(=\sin \theta )} |
| {\displaystyle x'_{2}} | {\displaystyle a_{21}(=-\sin \theta )} | {\displaystyle a_{22}(=\cos \theta )} |
この変換を図示する方法として、モールの応力円が知られている。

### 主応力
せん断応力成分がゼロとなるように座標系を取ったときの垂直応力を主応力 (principal stress) と呼ぶ。その座標系の基底ベクトルを応力テンソルの主軸あるいは主応力軸と呼ぶ。さらに主軸に垂直な面を主面あるいは主応力面と呼ぶ。各点での主軸の方向（主方向）を連ねていくと、物体の中には互いに直交する曲線群を描くことができる。これを主応力線という。なお、真応力テンソル（コーシー応力テンソル）は対称テンソルであるため、ある応力状態を表す真応力テンソルに対して、せん断応力が見掛け上現れず主応力のみが垂直応力として現れる主軸が必ず一組存在する。
せん断応力がゼロとなるときの垂直応力が主応力であるが、同時に主応力はあらゆる座標系の中で垂直応力が最大、最小となる値を示している。3つの主応力をσ1 ≥ σ2 ≥ σ3 の関係となるようにとったとき、最大の主応力σ1 を最大主応力 、最小となる主応力σ3 を最小主応力 、これら2つに直交する主応力σ2 を中間主応力 と呼び、ある座標系での応力状態{\displaystyle (\sigma _{x},\sigma _{y},\sigma _{z},\tau _{xy},\tau _{yz},\tau _{zx})}が与えられているとき、主応力は以下の関係から求められる。
{\displaystyle \operatorname {det} (\sigma -\lambda I)={\begin{vmatrix}(\sigma _{x}-\lambda )&\tau _{xy}&\tau _{zx}\\\tau _{xy}&(\sigma _{y}-\lambda )&\tau _{yz}\\\tau _{zx}&\tau _{yz}&(\sigma _{z}-\lambda )\end{vmatrix}}=0}
上式を展開したλに関する3次方程式の根が主応力となる。実際に上式を展開すると、
{\displaystyle {\begin{aligned}&\lambda ^{3}-J_{1}\lambda ^{2}+J_{2}\lambda -J_{3}=0,\\&J_{1}=\sigma _{x}+\sigma _{y}+\sigma _{z},\\&J_{2}=\sigma _{x}\sigma _{y}+\sigma _{y}\sigma _{z}+\sigma _{z}\sigma _{x}-\tau _{xy}^{2}-\tau _{yz}^{2}-\tau _{zx}^{2},\\&J_{3}=\sigma _{x}\sigma _{y}\sigma _{z}+2\tau _{xy}\tau _{yz}\tau _{zx}-\sigma _{x}\tau _{yz}^{2}-\sigma _{y}\tau _{zx}^{2}-\sigma _{z}\tau _{xy}^{2}\end{aligned}}}
となる。一方、上式の根はσ1、σ2、σ3となるので、上式は以下のようも書き表せる。
{\displaystyle {\begin{aligned}0&=(\lambda -\sigma _{1})(\lambda -\sigma _{2})(\lambda -\sigma _{3})\\&=\lambda ^{3}-(\sigma _{1}+\sigma _{2}+\sigma _{3})\lambda ^{2}+(\sigma _{1}\sigma _{2}+\sigma _{2}\sigma _{3}+\sigma _{3}\sigma _{1})\lambda -(\sigma _{1}\sigma _{2}\sigma _{3})\end{aligned}}}
以上の2式を等値すれば、
{\displaystyle {\begin{aligned}J_{1}&=\sigma _{1}+\sigma _{2}+\sigma _{3}=\sigma _{x}+\sigma _{y}+\sigma _{z}=\operatorname {tr} (\sigma ),\\J_{2}&=\sigma _{1}\sigma _{2}+\sigma _{2}\sigma _{3}+\sigma _{3}\sigma _{1}=\sigma _{x}\sigma _{y}+\sigma _{y}\sigma _{z}+\sigma _{z}\sigma _{x}-\tau _{xy}^{2}-\tau _{yz}^{2}-\tau _{zx}^{2},\\J_{3}&=\sigma _{1}\sigma _{2}\sigma _{3}=\sigma _{x}\sigma _{y}\sigma _{z}+2\tau _{xy}\tau _{yz}\tau _{zx}-\sigma _{x}\tau _{yz}^{2}-\sigma _{y}\tau _{zx}^{2}-\sigma _{z}\tau _{xy}^{2}=\operatorname {det} (\sigma )\end{aligned}}}
を得る。J1、J2、J3は、ある応力状態において座標系に関わらず常に一定値となるので応力不変量(stress invariant)と総称される。それぞれ第一次応力不変量、第二次応力不変量、第三次応力不変量と呼ぶ。第一次応力普遍量、第三次応力不変量は、それぞれ応力テンソルの跡、行列式に等しい。応力不変量は以下のように表されることもある。
I = J1,  II = σ12 + σ22 + σ32 = tr(σ2),  III = J3

#### 平面応力状態における主応力

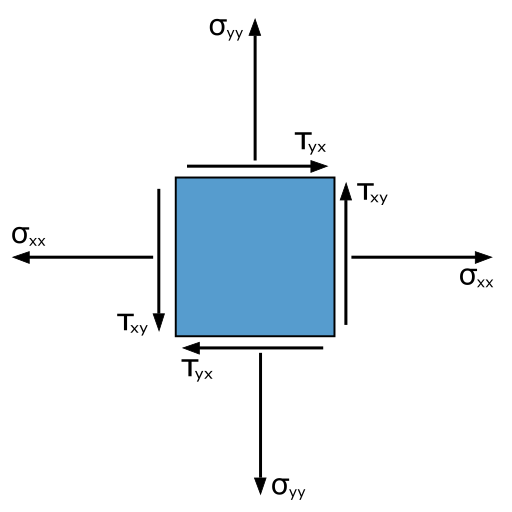
2次元における一般的な応力状態

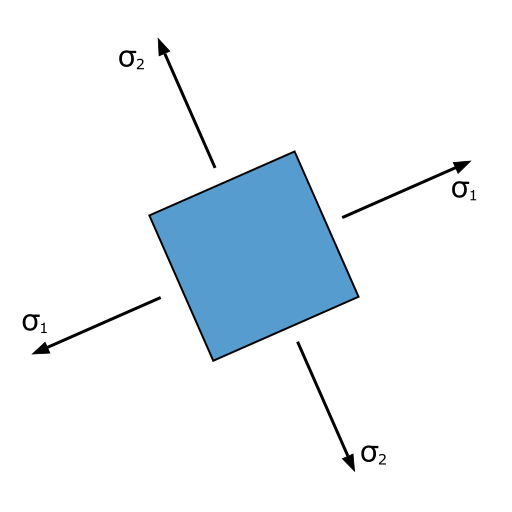
2次元における主応力面

平面応力状態では σz, τyz, τzx が 0 なので、主応力は以下の関係から求められる。
{\displaystyle {\begin{vmatrix}(\sigma _{x}-\lambda )&\tau _{xy}\\\tau _{xy}&(\sigma _{y}-\lambda )\\\end{vmatrix}}=0}
上式を展開するとλに関する2次方程式が得られ、これを解くと、平面応力状態での主応力 σ1, σ2 は次のようになる。
{\displaystyle \sigma _{1},\sigma _{2}={\frac {(\sigma _{x}+\sigma _{y})\pm {\sqrt {(\sigma _{x}-\sigma _{y})^{2}+4\tau _{xy}^{2}}}}{2}}}
主軸の方向は次のようになる。
{\displaystyle \theta _{1}=\tan {\frac {\sigma _{1}-\sigma _{x}}{\tau _{xy}}}\ ,\ \theta _{2}=\tan {\frac {\sigma _{2}-\sigma _{x}}{\tau _{xy}}}}
ここでθは、x 軸とσ1、σ2の主軸がなす角度である。

### 主せん断応力
あらゆる座標系の中で最大となるせん断応力を主せん断応力または最大せん断応力と呼ぶ。主せん断応力が働く面は、主軸に対して45°あるいは135°傾いた面となる。主せん断応力τ1、τ2、τ3 は、主応力σ1、σ2、σ3 より次式で求まる。
{\displaystyle \tau _{1}={\frac {|\sigma _{2}-\sigma _{3}|}{2}}\quad ,\quad \tau _{2}={\frac {|\sigma _{3}-\sigma _{1}|}{2}}\quad ,\quad \tau _{3}={\frac {|\sigma _{1}-\sigma _{2}|}{2}}}
一般的に、主応力とは異なり、主せん断応力が働く面にはせん断応力だけでなく垂直応力も働く。

### 平衡方程式
外力F を受けて静的な釣り合い状態にある物体内部の任意の点では、その応力σは次の平衡方程式あるいはつりあい方程式を満たす。
{\displaystyle {\begin{aligned}{\frac {\partial \sigma _{xx}}{\partial x}}+{\frac {\partial \tau _{yx}}{\partial y}}+{\frac {\partial \tau _{zx}}{\partial z}}+F_{x}&=0,\\{\frac {\partial \tau _{xy}}{\partial x}}+{\frac {\partial \sigma _{yy}}{\partial y}}+{\frac {\partial \tau _{zy}}{\partial z}}+F_{y}&=0,\\{\frac {\partial \tau _{xz}}{\partial x}}+{\frac {\partial \tau _{yz}}{\partial y}}+{\frac {\partial \sigma _{zz}}{\partial z}}+F_{z}&=0\end{aligned}}}
あるいは次のような書き方もされる。
{\displaystyle {\begin{aligned}&\sigma _{ij,j}+F_{i}=0,\quad (i=1,2,3),\\&\operatorname {div} \sigma +{\boldsymbol {F}}={\boldsymbol {0}}\end{aligned}}}
応力場σが平衡方程式と、表面力規定境界∂Rt における境界条件（コーシーの式）
{\displaystyle {\boldsymbol {t}}=\sigma ^{\mathrm {T} }{\boldsymbol {n}},\quad {\text{at}}\;\partial R_{t}}
を満たすとき、その応力場σを静的に許容な場という。

### パイオラ･キルヒホッフ応力テンソル
真応力（コーシー応力）テンソルσと変形勾配テンソルF を用いて定義される次のテンソルをパイオラ・キルヒホッフ応力テンソル（Piola-Kirchhoff stress tensor）という。
第1パイオラ・キルヒホッフ応力テンソル
{\displaystyle \Pi =\det(F)\sigma (F^{-1})^{\mathrm {T} }}
第2パイオラ・キルヒホッフ応力テンソル
{\displaystyle K=F^{-1}\Pi =\det(F)F^{-1}\sigma (F^{-1})^{\mathrm {T} }}
真応力に関するコーシーの式は上述のとおり現配置での応力ベクトルt と法線ベクトルn で表されるが、パイオラ・キルヒホッフ応力テンソルを用いても類似の関係式が成り立つ。
{\displaystyle {\begin{aligned}{\boldsymbol {t}}_{0}&=\Pi {\boldsymbol {n}}_{0},\\{\hat {\boldsymbol {t}}}&=K{\boldsymbol {n}}_{0}\end{aligned}}}
ここで、
- {\displaystyle {\boldsymbol {n}}_{0}}：基準配置の微小面の法線ベクトル
- {\displaystyle {\boldsymbol {t}}_{0}}：現配置の微小面に作用している力を、基準配置の微小面の面積で割って定義される応力ベクトル
- {\displaystyle {\hat {\boldsymbol {t}}}}：現配置の微小面に作用している力を基準配置で求めなおし、それを基準配置の微小面の面積で割って定義される応力ベクトル

である。
仮想仕事の原理を適用する際には、これらの応力テンソルと共役な関係にあるひずみテンソルは以下のようになる。
- コーシー応力 - アルマンシーひずみ
- 第1パイオラ･キルヒホッフ応力 - 変形勾配
- 第2パイオラ･キルヒホッフ応力 - グリーンひずみ

## 偏差応力
偏差応力(deviatoric stress) は、応力テンソルからその等方成分を差し引いたものとして定義される。物体に等方的な圧縮・引張り以外のせん断変形が生じた場合に、偏差応力が発生する。偏差応力 dev[σ] は次のように定義される。
{\displaystyle \operatorname {dev} [\sigma ]:=\sigma +pI}
ここでI は2階の単位テンソル、
{\displaystyle p:=-{\frac {1}{3}}\operatorname {tr} [\sigma ]=-{\frac {\sigma _{kk}}{3}}}
は非決定（静水圧）応力であり、平均応力（3つの主応力の平均値）のマイナスに等しい。pI は平均応力テンソルと呼ばれる。
偏差応力の固有値 s1, s2, s3 は、元の応力テンソルの固有値（主応力）と次の関係がある。
{\displaystyle s_{i}=\sigma _{i}+p,\quad i=1,2,3}
偏差応力の主軸は元の応力テンソルの主軸と一致する。

## 材料の降伏と等価応力
上記にあるとおり、応力は3次元的なテンソルである。一般の応力について材料の特性値を調べるのは困難であるため、降伏に対して等価とみなせる1軸応力に対応するスカラー量である等価応力に換算すると便利である。等価応力は材料の降伏する条件に応じて以下のようなものがある。

### 最大主応力説
ある点で最大主応力 σ1 が材料の降伏を決定するというのが最大主応力説である。すなわち、
{\displaystyle \sigma _{1}\geq \sigma _{\mathrm {Y} }}
が降伏の条件である。ここで σY は材料の降伏応力である。最大主応力説はガラスなどの脆性材料で良く当てはまる。

### せん断ひずみエネルギー説
単位体積あたりのせん断ひずみエネルギーが限界を越えると、材料が破壊されるという説である。ともいう。全ひずみエネルギーから静ひずみエネルギーを差し引いたせん断ひずみエネルギー U を評価基準とする。
{\displaystyle U={\frac {1+\nu }{6E}}((\sigma _{1}-\sigma _{2})^{2}+(\sigma _{2}-\sigma _{3})^{2}+(\sigma _{3}-\sigma _{1})^{2})}
ここで、νはポアソン比、E はヤング率である。
せん断ひずみエネルギーに比例する相当応力をMisesの相当応力σMisesとよび、主応力を用いて以下の式で表される。
{\displaystyle \sigma _{\mathrm {Mises} }^{2}={\frac {(\sigma _{1}-\sigma _{2})^{2}+(\sigma _{2}-\sigma _{3})^{2}+(\sigma _{3}-\sigma _{1})^{2}}{2}}}
降伏条件は以下の通り。
{\displaystyle \sigma _{\mathrm {Mises} }\geq \sigma _{\mathrm {Y} }}
せん断ひずみエネルギー説は鋼材などの延性材料に比較的良く当てはまる。

### 最大せん断応力説
延性材料が降伏するときすべりが観察されることに着目し、最大せん断応力が降伏を決定するという説を最大せん断応力説、またはトレスカの応力説と呼ぶ。このときに用いられる相当応力をトレスカ応力とよび、最大せん断応力を記号 τmax 、トレスカ応力をσTrescaで表すと、主応力とは次式に示す関係がある。
{\displaystyle {\begin{aligned}\tau _{\mathrm {max} }&={\frac {1}{2}}(\mathrm {max} |\sigma _{i}-\sigma _{j}|),\\\sigma _{\mathrm {Tresca} }&=2\tau _{\mathrm {max} }\end{aligned}}}
降伏条件は以下の通り。
{\displaystyle \sigma _{\mathrm {Tresca} }\geq \sigma _{\mathrm {Y} }}
最大せん断応力説も延性材料に当てはまることが多い。また、σTresca ≥ σ1, σTresca ≥ σMises であり、上記2説に対して安全側であることから評価基準として利用されることがある。

## 残留応力
残留応力とは、外力が作用していない物体の内部に生じている応力である。残留応力は機械的または熱的な原因で物体に不均一に弾塑性変形が生じることにより発生する。